# سیارک ۱۸۲۵
سیارک ۱۸۲۵ (به انگلیسی: 1825 Klare، نامگذاری:1954QH) هزار و هشتصد و بیست و پنجمین سیارک کشف شده‌است که در ۳۱ اوت ۱۹۵۴ و در هایدلبرگ کشف شد.
قدر مطلق سیارک برابر ۱۱٫۸۰ است.